# Monica Knudsen
Monica Knudsen (25 de março de 1975) é uma ex-futebolista norueguesa. campeã olímpica

## Carreira
Foi medalhista olímpica de ouro pela seleção de seu país em 2000.